# Uzbekistán en los Juegos Olímpicos de Pekín 2008
Uzbekistán estuvo representado en los Juegos Olímpicos de Pekín 2008 por un total de 56 deportistas, 41 hombres y 15 mujeres, que compitieron en 14 deportes.
El portador de la bandera en la ceremonia de apertura fue el boxeador Dilshod Mahmudov.

## Medallistas
El equipo olímpico uzbeko obtuvo las siguientes medallas:
| Nombre            | Deporte               | Competición  |
| ----------------- | --------------------- | ------------ |
| Oro               |                       |              |
| Artur Taymazov    | Lucha libre           | 120 kg M     |
| Plata             |                       |              |
| Soslan Tigiyev    | Lucha libre           | 74 kg M      |
| Abdullo Tangriyev | Judo                  | +100 kg M    |
| Bronce            |                       |              |
| Anton Fokin       | Gimnasia              | Paralelas M  |
| Ekaterina Khilko  | Gimnasia en trampolín | Individual F |
| Rishod Sobirov    | Judo                  | –60 kg M     |